# E.P. Uggla
E.P. Uggla, egentligen Emmelie Elisabeth Therése Pettersén Uggla, född 24 februari 1979, är en svensk jurist och författare. Pettersén Uggla har arbetat med bland annat socialrätt, migrationsrätt, hälso- och sjukvårdsjuridik och krisberedskap. Vid sidan av sina juridikstudier har hon också läst psykologi och idéhistoria vid Stockholms universitet samt kreativt skrivande vid Harvard Extension School i Boston.
Pettersén Uggla debuterade som författare 2017 med Första hösten: Blå gryning och har efter det skrivit spänning för vuxna, fantasy för ungdomar och dystopier för unga vuxna.
Hon har skrivit manus till Spotifys originalpodd Mytologier (programledd av Johan Egerkrans) och P3:s podd Väsen i vilken hon själv var programledare tillsammans med Bo Eriksson.
År 2024 vann Pettersén Ugglas ungdomsserie Drakar och Demoner: Uppvaknandet Barnradions bokpris för bästa svenska bok. Serien vann samma år även Fenix Awards för bästa spelrelaterade bok. Drakar och demoner gundas på rollspelet med samma namn.

### Första hösten-duologin, förlagSwedish Zombie
- 2017 – Första hösten: Blå gryning
- 2020 – Första hösten: Röd skymning

### Eden-serien, förlagBonnier Carlsen
- 2022 – Felet med Eden
- 2023 – Fallet från Eden

### Drakar och demoner-trilogin, förlagBonnier Carlsen
- 2023 – Drakar och demoner: Uppvaknandet (illustrerad av Johan Egerkrans)
- 2024 – Drakar och demoner: Sveket (illustrerad av Johan Egerkrans)
- 2025 – Drakar och demoner: Slutet

### Saltsjösviten, förlagBokförlaget Forum
- 2023 – Bortförda
- 2024 – Älskarinnan